# May Wallace
May Wallace (23 de agosto de 1877 – 11 de diciembre de 1938) fue una actriz estadounidense.

## Biografía
Wallace nació en 1877 en Russiaville (Indiana), donde empezó a trabajar en Hollywood. A menudo interpretaba papeles secundarios en las producciones de Hal Roach de Laurel y Hardy y Our Gang, principalmente en papeles menores. Apareció en 63 películas entre 1914 y 1938.
Wallace se casó con Thomas W. Maddox, el matrimonio duró hasta la muerte de Wallace, la pareja tuvo 2 hijos. Wallace murió de una enfermedad cardíaca en Los Ángeles, California, el 11 de diciembre de 1938 a los 61 años.

## Filmografía
- The Cup of Life (1921)
- Gimme (1923) como Mrs. Cecily McGimsey
- Dollar Devils (1923)
- The Reckless Age (1924)
- Oh, You Tony! (1924)
- Now I'll Tell One (1927)
- Sailors, Beware! (1927)
- Love 'em and Weep (1927)
- Crazy House (1928)
- Painted Faces (1929)
- Love Business (1931)
- County Hospital (1932)
- Readin' and Writin' (1932)
- Free Eats (1932)
- The Pooch (1932)
- The Kid from Borneo (1933)
- Twice Two (1933)
- Beginner's Luck (1935)
- Arbor Day (1936)
- Roamin' Holiday (1937)
- Way Out West (1937)